# شبه‌خازن
1. لایه هلمهولتز داخلی IHP
2. لایه هلمهولتز بیرونی
3. لایه پخش
4. یون‌های حل شده
5. به‌طور خاص یون‌های جاذب (شبه‌ظرفیت)
6. مولکول حلال

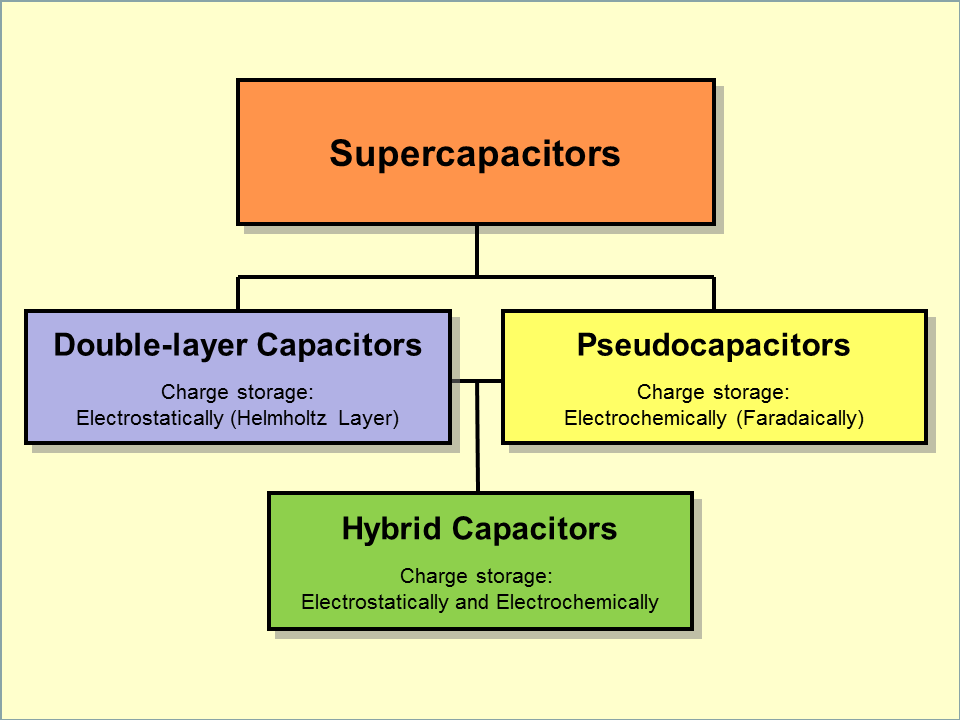
طبقه‌بندی سلسله مراتبیِ ابرخازن‌ها و انواع مربوط به آن

طرح‌واره روی لایه دوگانه برروی الکترود (مدل BMD).

شبه‌خازن‌ها یا خازن‌نماها (به انگلیسی: Pseudocapacitor) انرژی الکتریکی را به‌طورفارادیکی با انتقال بار الکتریکی الکترون بین الکترود و الکترولیت ذخیره می‌کنند. این امر از طریق الکتروجذبش، واکنش‌های کاهش-اکسایش (واکنش‌های اُکساکا) و فرآیندهای میان‌لایش انجام می‌شود که اصطلاحاً شبه‌ظرفیت نامیده می‌شود.
شبه‌خازن بخشی از یک خازن الکتروشیمیایی است و همراه با یک خازن دولایه الکتریکی (EDLC) تشکیل می‌شود تا یک ابرخازن ایجاد کند.
شبه‌ظرفیت و ظرفیت دولایه به یک مقدار ظرفیت‌خازنی جداناپذیر (به انگلیسی: inseparable) مشترک یک ابرخازن اضافه می‌شود. با این حال، آنها می‌توانند با بخش‌های بسیار متفاوتی از مقدار ظرفیت کل بسته به طراحی الکترودها مؤثر باشند. یک شبه‌ظرفیت ممکن است با ضریب ۱۰۰ به‌صورت یک ظرفیت‌خازن دولایه با همان سطح الکترود، بیشتر باشد.
یک شبه خازن یک واکنش شیمیایی در الکترود دارد، برخلاف ئی‌دی‌ال‌سی‌ها که در آن ذخیره بار الکتریکی به‌صورت الکترواستاتیک و بدون اندرکُنش (به انگلیسی: interaction) بین الکترود و یون‌ها ذخیره می‌شود. شبه‌خازن با انتقال‌بار الکترون بین الکترولیت و الکترود همراه است که از یک وا-حلال‌پوشیده و یون برجذبش می‌آید. یک الکترون در هر واحد بار درگیر است. یون برجذب‌شده هیچ واکنش شیمیایی با اتم‌های الکترود ندارد (هیچ پیوند شیمیایی ایجاد نمی‌شود) زیرا فقط یک انتقال-بار انجام می‌شود. به عنوان مثال یک واکنش اُکساکا است که در آن یون +O2 است و درطول شارژکردن، یک الکترود میزبان یک واکنش کاهش و دیگری یک واکنش اکسایش (به انگلیسی: oxidation) است. تحت تخلیه واکنش‌ها معکوس می‌شوند.
برخلاف باتری‌ها، در فارادیک یون‌های انتقال-بار الکترون به سادگی به ساختار اتمی یک الکترود می‌چسبند. این ذخیره‌سازی انرژی فارادیک که تنها با واکنش‌های اُکساکا سریع انجام می‌شود، سرعت شارژ و دشارژ شدن را بسیار سریع‌تر از باتری‌ها می‌کند.
شبه‌خازن‌های الکتروشیمیایی از اکسید فلز یا الکترودهای پلیمری رسانا با مقدار زیادی شبه‌خازن الکتروشیمیایی استفاده می‌کنند. مقدار بار الکتریکی ذخیره شده در یک شبه‌خازن به‌طور خطی با ولتاژ اعمال‌شده متناسب است. واحد شبه‌خازن فاراد است.

## نمونه‌هایی از شبه‌خازن‌ها
برزسینکی و همکاران نشان داد که فیلم‌های مزوپُرلیک (به انگلیسی: mesoporous) α-MoO3 به دلیل واردشدن یون‌های لیتیوم به شکاف α-MoO3 ذخیره بار را بهبود بخشیده‌اند. آن‌ها ادعا می‌کنند که این شبه‌خازن میان‌لایِش (به انگلیسی: intercalation) در مقیاس‌زمانی مشابه با شبه‌خازن اُکساکا انجام می‌شود و ظرفیت ذخیره-بار بهتری را بدون تغییر سینتیک در MoO3 مزوپُرلیک می‌دهد. این رویکرد برای باتری‌هایی با قابلیت شارژ سریع، قابل‌مقایسه با باتری‌های لیتیومی امیدوارکننده است و برای مواد انرژی کارآمد نویدبخش است.
گروه‌های دیگر از لایه‌های نازک اکسید وانادیوم روی نانولوله‌های کربنی برای شبه‌خازن‌ها استفاده کرده‌اند. کیم و همکاران به‌طور الکتروشیمیایی اَریخت (به انگلیسی: amorphous) V2O5·xH2O را بر روی یک لایه نانولوله کربنی نشاندند. ساختار سه‌بُعدی زیرلایه نانولوله‌های کربنی ظرفیت‌خازنی لیتیوم‌یون ویژهٔ بالا را آسان می‌سازد و ظرفیت‌خازنی سه برابر بیشتر از اکسید وانادیم که روی یک زیرلایه پلاتین معمولی رسوب می‌کند را نشان می‌دهد. این مطالعات توانایی اکسیدهای لایه‌نشانی‌شده را برای ذخیره مؤثر بار در شبه‌خازن‌ها نشان می‌دهد.
پلیمرهای رسانا، مانند پلی‌پیرول (PPy) و پلی (۳٬۴-اتیلن‌دی‌اکسی‌تیوفن) (PEDOT)، دارای رسانایی الکترونیکی قابل‌تنظیم هستند و می‌توانند با یون‌مخالف (به انگلیسی: counter-ion) مناسب به سطوح آلایش بالایی دست یابند. یک شبه‌خازن پلیمری رسانا با کارایی-بالا، پس از گذراندن چرخه‌های شارژ/دشارژ، پایداری چرخه‌زنی (به انگلیسی: cycling) بالایی دارد. رویکردهای موفق شامل نشاننده (به انگلیسی: embedding) پلیمر اُکساکا در فاز میزبان (مثلاً کاربید تیتانیوم) برای پایداری و رسوب یک پوسته کربنی روی الکترود پلیمری رسانا است. این فنون‌ها چرخه‌پذیری و پایداری افزاره شبه‌خازن را بهبود می‌بخشد.